# Damian Green

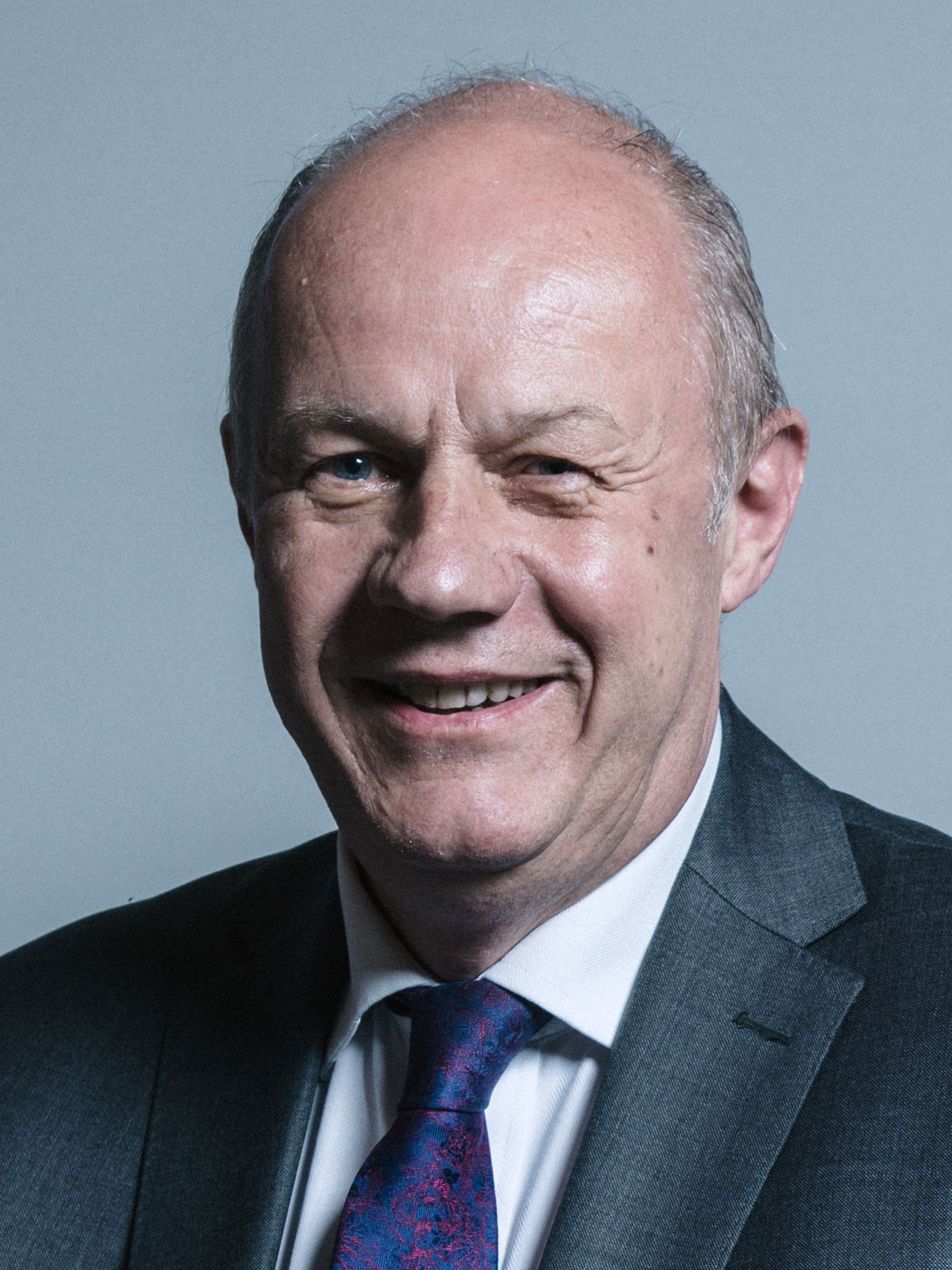
Damian Green (2008)

Damian Green (* 17. Januar 1956 in Barry) ist ein britischer, Politiker der Conservative Party. Vom 11. Juni 2016 bis zum 20. Dezember 2017 war er Erster Minister und de facto Stellvertreter von Premierministerin Theresa May.
Nachdem Green öffentlich behauptet hatte, nichts über pornografisches Material zu wissen, das 2008 bei einer Durchsuchung auf einem Computer seines Ministeriums gefunden worden war, die Polizei ihn aber über die Funde unterrichtet hatte, forderte ihn die Premierministerin am 20. Dezember 2017 wegen Verletzung des ministerialen Verhaltenskodexes zum Rücktritt auf.
Seit 1997 ist er Abgeordneter im Parlament.

## Laufbahn
Damian Green besuchte in den 1970er Jahren die University of Oxford und arbeitete als Journalist. Er wurde 1997 erstmals ins Parlament gewählt und hatte verschiedene Positionen inne.
2008 fahndete Scotland Yard nach jemandem, der Informationen aus dem Innenministerium nach außen weitergab. Im Zuge der Ermittlungen wurde Green für mehrere Stunden festgehalten, aber es erfolgte keine Anklage. Während der Untersuchungen wurde von den Ermittlern „legales“ pornografisches Material auf einem Computer gefunden, der zu Greens Büro gehörte.
Als mit Theresa May 2016 eine Bekannte Greens aus Studienzeiten Premierministerin wurde, holte sie ihn als Stellvertreter in die Regierung.

## Ethikkommission
2017 wurde eine interne Untersuchung gegen Green eingeleitet, bei der Anschuldigungen zu angeblichem Fehlverhalten gegenüber Frauen von 2015 untersucht werden sollten. Die Untersuchung durch die Ethikgruppe der Verwaltung unter Leitung von Sue Gray brachte kein Ergebnis, der Abschlussbericht stellte aber fest, dass Greene öffentlich gelogen hatte, als er behauptet hatte, nicht von der Polizei über das 2008 gefundene pornografische Material informiert worden zu sein. Während der Untersuchung waren der Presse offenbar aus Polizeikreisen Informationen zu den Funden von 2008 zugespielt worden.
Die im Bericht dokumentierten, falschen Stellungnahmen Greens genügten als Beleg für eine Verletzung der Standards für Regierungsmitglieder und Premierministerin May forderte Green am 20. Dezember 2017 auf, seinen Rücktritt zu erklären, was er umgehend tat.

## Familie
Damian Green ist mit Alicia Collinson verheiratet. Sie haben zwei Töchter.